# 普静
普静（887年—955年5月7日），又称释普静，中国五代时期晉州慈雲寺僧人，宋代釋贊寧所著《宋高僧傳》中有其生平事迹的记载。

## 生平
普静于唐光啟三年（887年）出生于晋州洪洞县，在家时本姓茹氏。少时出家，师事本郡慈雲寺的惠澄法师。出师后，曾前往鳳翔法門寺礼拜佛祖真身舍利，后到睢阳听涉佛法，后到龙兴寺講解訓釋佛法，徒侣如鳣鲔朝宗蛟龙一般云集。在陈、蔡、曹、亳、宿、泗等地游历后，回到东京汴梁扬化佛法，信徒众多。
后晋天福癸卯歲（943年），普静因怀念故土，返回晋州。后来，普静食發願，願舍弃肉身速登正覺。到后周显德二年（955年），恰逢请真身舍利入寺，普静于是向州牧杨君陈状，称愿焚躯供养真身。普静经杨君应允后前往广胜寺，全州的人民，有人向他进献香果，有人边哭泣边随行，也有人手持幢幡彩花或诵经唱偈的在前引导。至四月八日，普静在真身塔前广发大愿，称“愿焚千身，今千中之一也”。然后慢慢走入柴庵，自行分放火炬，自焚身亡，享寿六十九岁。其后，弟子等人收合余烬用以供养。

## 后世
中华民国初年兴起于山东新兴民间宗教“道院”将普静尊为“普静菩萨”，并以期为统坐附掌籍，与统坐掌籍达摩佛共为道院下辖六院之一坐院的神职掌籍。